# 川畑寿真
川畑 寿真（かわばた かずま、1990年1月26日 - )は俳優である。劇団東俳所属。神奈川県出身。血液型はAB型。趣味はスノーボードやボディーボードで特技は陸上や剣道。陸上では中学時代に東海大会出場。

## 出演作品

### テレビドラマ
- 砂時計 - 大木武志
- 猪熊夫婦の駐在日誌4 - 大西大輔

### CM
- トレジャーガウスト

### DVD
- スケバンファイター

### PV
- 全国牛乳普及協会PV

### 舞台
- 劇団東俳企画赤ずきん　- 狼